# Принсвілл (Іллінойс)
Принсвілл (англ. Princeville) — селище (англ. village) в США, в окрузі Піорія штату Іллінойс. Населення — 1636 осіб (2020).

## Географія
Принсвілл розташований за координатами 40°56′5″ пн. ш. 89°45′17″ зх. д. / 40.93472° пн. ш. 89.75472° зх. д. (40.934807, -89.754664).  За даними Бюро перепису населення США в 2010 році селище мало площу 4,29 км², уся площа — суходіл.

## Демографія
Згідно з переписом 2010 року, у селищі мешкало 1738 осіб у 675 домогосподарствах у складі 475 родин. Густота населення становила 405 осіб/км².  Було 729 помешкань (170/км²).
Расовий склад населення:
| - 96,7 % — білих - 0,3 % — чорних або афроамериканців - 0,3 % — азіатів - 0,2 % — корінних американців - 1,2 % — осіб інших рас |

До двох чи більше рас належало 1,2 %. Частка іспаномовних становила 3,2 % від усіх жителів.
За віковим діапазоном населення розподілялося таким чином: 27,9 % — особи молодші 18 років, 55,8 % — особи у віці 18—64 років, 16,3 % — особи у віці 65 років та старші. Медіана віку мешканця становила 37,4 року. На 100 осіб жіночої статі у селищі припадало 94,4 чоловіків;  на 100 жінок у віці від 18 років та старших — 91,3 чоловіків також старших 18 років.
Середній дохід на одне домашнє господарство  становив 68 188 доларів США (медіана — 51 618), а середній дохід на одну сім'ю — 75 395 доларів (медіана — 57 333). Медіана доходів становила 50 948 доларів для чоловіків та 38 462 долари для жінок. За межею бідності перебувало 10,4 % осіб, у тому числі 17,5 % дітей у віці до 18 років та 1,9 % осіб у віці 65 років та старших.
Цивільне працевлаштоване населення становило 886 осіб. Основні галузі зайнятості: освіта, охорона здоров'я та соціальна допомога — 19,8 %, виробництво — 18,7 %, роздрібна торгівля — 14,6 %.